# Nimby

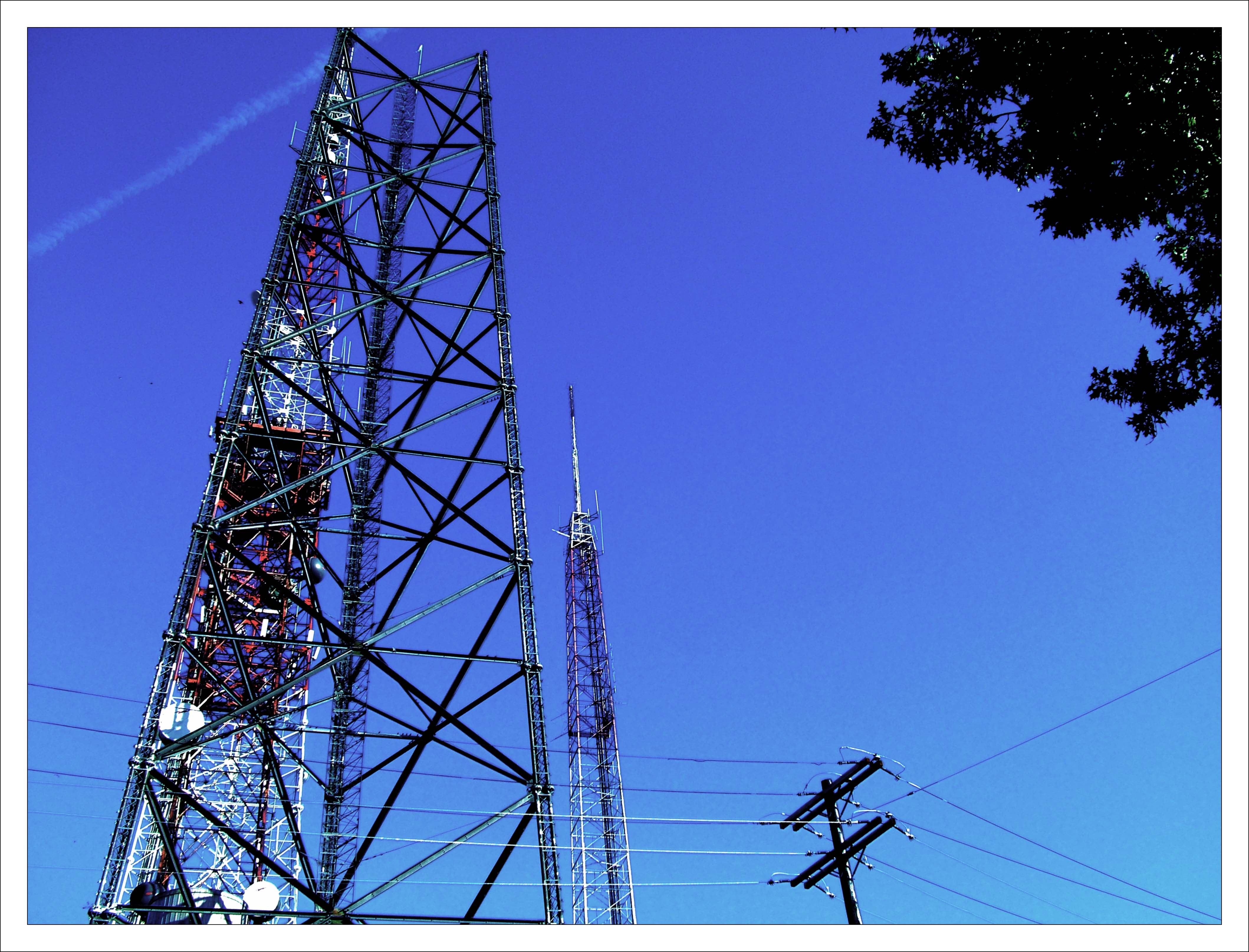
Ej färdigbyggt torn i Tenleytown, Washington, D.C. som senare revs på grund av protester från närområdet.

NIMBY eller Nimby är en akronym för frasen not in my backyard (inte på min bakgård). Termen används pejorativt för att beskriva boendes opposition mot ett planerat byggnadsprojekt i deras närhet, fastän byggnadsprojektet kan anses behövas, men helst då någon annanstans. Termen myntades 1980 av Emilie Travel Livezey och populariserades av den brittiska politikern Nicholas Ridley, baron Ridley av Liddesdale, som var konservativ miljöminister 1986-1989.
För att hitta argument som myndigheter och politiker accepterar, och för att överklaga på ett riktigt sätt, händer det att boende bildar en förening och som bekostar jurist eller PR-byrå.

## Exempel på verksamheter som möter denna typ av protester
Fenomenet är förekommande vid all typ av bebyggelse, men vanligast vid sådan som uppfattas som störande. Exempelvis:
- bullrande verksamheter, som järnvägar, flygplatser eller flyttade flygvägar
- mångkultur
- illaluktande och/eller miljöstörande eller fula verksamheter, som reningsverk, vindkraftverk, soptippar, eller industrier
- verksamheter som upplevs ge ökad risk för brott eller annat störande beteende, till exempel fängelser,[2] psykiatrisk vård, boenden för funktionsnedsatta, härbärgen, flyktingförläggningar,  och behandlingshem för personer med missbruksproblem eller psykologiska problem.
- byggnader i större skala än den bebyggelse som redan finns, såsom höghus som skymmer sikten för redan byggda småhus (det förekommer protester mot nya i hus i samma storlek som befintliga eftersom de också skymmer sikten, eller mot bostadsbyggen i skogspartier där närboende tycker om att promenera, trots att de inte äger marken)

## Studier
Ett temanummer av tidskriften Socialt Perspektiv (nr 3-4, 2001) presenterar NIMBY runt sociala verksamheter. Den innehåller bl.a. en litteraturöversikt och en riksrepresentativ empirisk studie av grannreaktioner som rör sociala behandlingsinstitutioner i Sverige. (Se även nedanstående artikel.) 
Gerdner, A. & Borell, K. (2003) Neighborhood reactions toward facilities for residential care: A Swedish survey study. Journal of Community Practice 11(4): 59-79.